# Єнбек (Астраханський район)
Єнбе́к (каз. Еңбек) — село у складі Астраханського району Акмолинської області Казахстану. Входить до складу Староколутонського сільського округу.
Населення — 103 особи (2021; 135 у 2009, 277 у 1999, 341 у 1989).
Національний склад станом на 1989 рік:
- казахи — 100 %.

До 2018 року село називалось Заріченка.